# 马罗·约科维奇
马罗·约科维奇（1987年10月1日—），克罗地亚男子水球运动员。他曾代表克罗地亚国家队参加2008年、2012年、2016年和2020年夏季奥林匹克运动会水球比赛，获得一枚金牌和一枚银牌。